# Nostradamus (film din 1925)
Nostradamus este un film istoric mut italian din 1925. A fost regizat de Mario Roncoroni⁠(d). Cello Bucchi a interpretat rolul principal (Nostradamus).
Este unul dintre ultimele filme care au fost lansate de Unione Cinematografica Italiana⁠(d) care a dat faliment în această perioadă.

## Distribuție
- Nestore Aliberti
- Cellio Bucchi⁠(d) – Nostradmus
- Gino-Lelio Comelli
- Liana Mirette
- Andrea Revkieff
- Alessandra Romanowa
- Ilda Sibiglia
- Maria Toschi
- Romilde Toschi
- Santina Toschi
- Vallina
- Emilio Vardannes
- Achille Vitti